# 小栗美二
小栗 美二（おぐり よしじ、1903年4月27日） - 1969年1月29日）は、日本の画家、映画・演劇の美術装置家、タイポグラフィ作家である。日活京都撮影所美術部長、京都市立美術大学（現在の京都市立芸術大学）教授を歴任した。サイレント映画時代の字幕に独特のタイポグラフィを残し、溝口健二の映画に多くクレジットされ、のちに溝口の『折鶴お千』等では美術装置をデザインし美術家として参加している。

## 人物・来歴

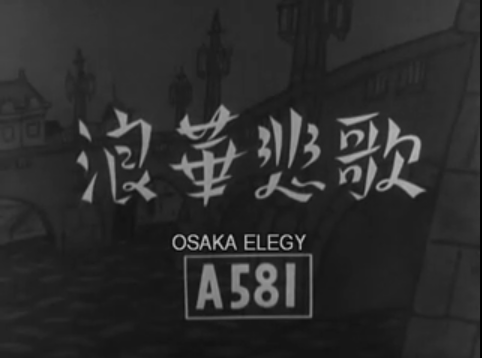
小栗の仕事、『浪華悲歌』（1936年）のタイトルロゴ。

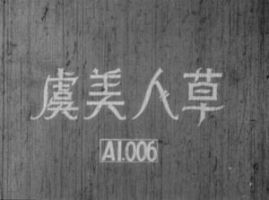
小栗の仕事、『虞美人草』（1935年）のタイトルロゴ。

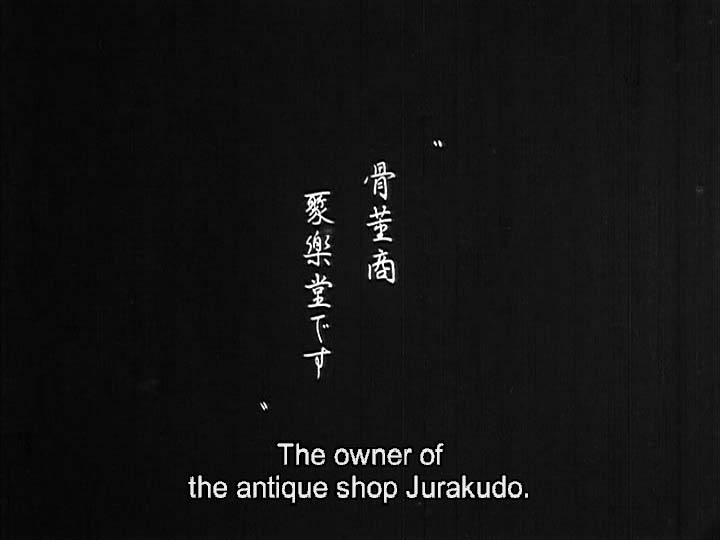
小栗の仕事、『折鶴お千』（1935年）の台詞カットタイトル。

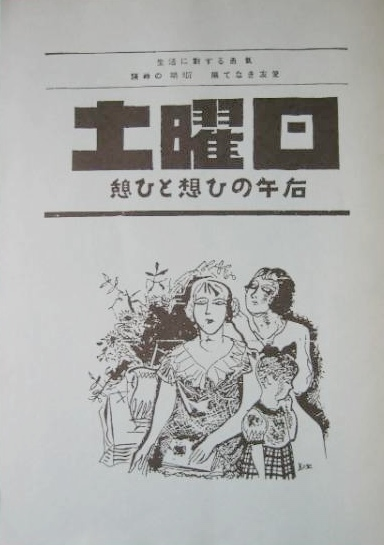
小栗の仕事、『土曜日』（1936年）の表紙ロゴ。

1903年（明治36年）岐阜に生まれる。少年時代は飯野吉三郎のもとで育てられている。後、東京に移り、中学時代、黒田清輝のアトリエに入る。
やがて、東京美校の岡田三郎助の教室で学ぶようになってから、絵画の道へ入ることになる。
1923年（大正12年）、東美校を中退、小山内薫の演戯映画研究所美術部員となる。
1924年（同13年）、日活京都スタジオに入り、現代劇に参画、美術部長となる。
1925年（同14年）には、日活京都撮影所（日活大将軍撮影所）の現代劇部門である第二部（のち新劇部）に在籍、サイレント映画に台詞やト書きを表示するカットタイトルの文字を書いていた。1927年（昭和2年）、同撮影所の移転にともない日活太秦撮影所に異動した。1934年（昭和9年）までには同撮影所美術部長を務めており、同年1月9日、大阪府三島郡吹田町（現在の同府吹田市）の三島無産者診療所（現在の相川病院）の初代所長が満29歳で夭折した折りに、その墓石をデザインしている。同年9月、同撮影所の企画部長・永田雅一が独立し、第一映画を設立、小栗もこれに参加、翌1935年（昭和10年）1月20日に松竹キネマが配給して公開された溝口健二が監督した映画『折鶴お千』のセットをデザインした。
1936年（昭和11年）7月、斎藤雷太郎が編集・発行していた『京都スタヂオ通信』が発展的に改題、中井正一が編集長となって週刊の新聞『土曜日』として再出発する際に、表紙の「土曜日」の題字をデザインする。
1937年（昭和12年）、永田雅一が新興キネマに引き抜かれ京都太秦撮影所長就任するとともに第一映画は解散、小栗も新興キネマの同撮影所に参加する。1938年（昭和13年）、新興キネマに新劇の小劇団「新興小劇場」が結成され、5月19日 - 同20日に弥栄会館で第1回公演が行われたが、その美術装置のデザインを行う。1942年（昭和17年）、戦時統制による合併で新興キネマ京都撮影所は大映第二撮影所となり、同年、同撮影所が製作した野淵昶監督の『お市の方』で美術デザインを務めた。
1944年（昭和19年）ころに満洲国（現在の中国東北部）に渡り、満洲映画協会に関わり、娘の曾根崎明子は同協会の編集技師として、加藤泰通（のちの加藤泰）が監督した『虱は怖い』（1944年）等のフィルムの編集に携わっている。
第二次世界大戦終了後は、1950年（昭和25年）に設立された新制大学の京都市立美術大学（現在の京都市立芸術大学）の教授に就任した。歴史家の奈良本辰也、小説家の円地文子らとの交遊が彼らの文章に記されている。
1952年（昭和27年）頃から、”働く人々のアトリエ・ラ・クウル（中庭の研究所）”を主宰。
1969年（昭和44年）1月29日、京都 太秦にて死去した。

## フィルモグラフィ

### 日活大将軍撮影所
同撮影所の日活京都撮影所名義時代を含む。
1925年
- 『白鸚鵡夫人』 : 監督三枝源次郎、日活京都撮影所第二部 - 字幕
- 『無銭不戦』 : 監督溝口健二、日活京都撮影所第二部 - 字幕
- 『妖怪の棲む家』 : 監督鈴木謙作 - 字幕
- 『ふるさとの歌』 : 監督溝口健二、日活関西教育部 - 字幕
- 『娘の行商』 : 監督楠山律 - 字幕
- 『美人征服』 : 監督三枝源次郎 - 字幕
- 『東洋のカルメン』 : 監督徳永フランク - 字幕
- 『栄光の丘へ』 : 監督若山治 - 字幕
- 『人間 前後篇』 : 監督溝口健二 - 字幕
- 『乃木将軍と熊さん』 : 監督溝口健二 - 字幕

1926年
- 『紙人形春の囁き』 : 監督溝口健二、日活大将軍撮影所新劇部 - 字幕
- 『世界の智恵者』 : 監督阿部豊 - 字幕

1927年
- 『慈悲心鳥』 : 監督溝口健二 - 衣裳考証・字幕

### 日活太秦撮影所
1927年
- 『建国史 尊王攘夷』 : 監督池田富保 - 字幕

1928年
- 『人の一生 クマとトラ再会の巻 第三篇』 : 監督溝口健二 - 字幕

1929年
- 『競艶女さまざま』 : 監督阿部豊、字幕邨尾一友 - 漫画
- 『春はまた丘へ』 : 監督長倉祐孝 - 字幕
- 『都会交響楽』 : 監督溝口健二 - 字幕

1930年
- 『藤原義江のふるさと』 : 監督溝口健二 - タイトル

### 第一映画
1935年
- 『折鶴お千』 The Downfall of Osen : 監督溝口健二 - 美術
- 『お六櫛』 : 監督伊藤大輔 - 字幕
- 『マリヤのお雪』 : 監督溝口健二 - 字幕
- 『父帰る母の心』 : 監督寺門静吉 - 字幕
- 『虞美人草』 : 監督溝口健二 - 字幕

1936年
- 『浪華悲歌』 Osaka Elegy : 監督溝口健二、第一映画嵯峨野撮影所 - 字幕

### 大映第二撮影所
旧新興キネマ京都撮影所、現在の東映京都撮影所である。
1942年
- 『お市の方』 : 監督野淵昶 - 美術

## テアトログラフィ
- 新興小劇場第1回公演、京都・弥栄会館、1938年5月19日 - 同20日[7]
  - 『驟雨』、作岸田国士、演出山内英三・藤原忠、舞台監督佐藤春人
  - 『鉈』、作真船豊、演出寺門静吉、舞台監督三星敏雄

## ビブリオグラフィ
国立国会図書館蔵書。
- 『電気の国をゆく』、佐崎健夫・佐崎登美、国際出版、1949年 - 挿絵
- 『海に光る壺』、高橋良和、推古書院、1949年 - 挿絵
- 『京都の庭』、奈良本辰也、河出書房、1955年 - 挿絵・『庭を描く』執筆 [13]
- 『マキノ光雄』、北川鉄夫、汐文社、1958年 - 装幀
- 『万華画譜』、詳細不明 - 著書
- 『風叢四季』、1935年 - 雑草版画集